# 니클라스 알렉산데르손
옌스 니클라스 알렉산데르손(스웨덴어: Niclas Alexandersson, 1971년 12월 29일 ~ )는 스웨덴의 전직 축구 선수로서, 선수 시절 포지션은 미드필더이다.

## 축구인 경력

### 선수 경력
고향 팀인 할름스타드 BK에서 프로 선수 생활을 시작한 알렉산데르손은 1995년 IFK 예테보리로 이적하여 이적 첫 해 팀에 리그 우승을 안기고 1년 후 당시 잉글랜드 프리미어리그에 있던 셰필드 웬즈데이 FC로 이적하였다. 그는 셰필드 웬즈데이에서 시즌 최우수 선수에 선정되는 등 좋은 활약을 보였으나 1999-2000 시즌 팀이 강등되며 에버턴 FC로 이적하였다. 그는 에버턴과 웨스트 햄에서 4년간 활약한 후 친정팀인 예테보리로 복귀하였다. 당초 2008년까지 활약한 후 은퇴를 선언하였으나 2009년까지 연장 계약을 맺고 1년 더 활약한 후 은퇴하였다.

### 국가대표 경력
1992년 하계 올림픽 축구 종목에 스웨덴 U-23 대표팀 멤버로 출전하였으며, 2002년과 2006년 FIFA 월드컵에 출전하였다.

## 같이 보기
- A매치 100경기 이상 출전한 축구 선수 명단